# Meri (okręg Teleorman)
Meri – wieś w Rumunii, w okręgu Teleorman, w gminie Vedea. W 2011 roku liczyła 543 mieszkańców.